# Azupiranu
Azupiranu (akad. [Miasto] Szafranu) – miasto w starożytnej Mezopotamii, umiejscowione najprawdopodobniej nad Eufratem, o nieustalonej do dziś lokalizacji, stanowiące - jak głosi znana z przekazu nowoasyryjskiego legenda - miejsce narodzin króla Sumeru i Akadu, Sargona Wielkiego (panował ok. 2334–2279 p.n.e). 
Miasto wzmiankowane jest w późnym, pochodzącym z VII wieku p.n.e. przekazie o pochodzeniu Sargona. Narracja opowieści jest pierwszoosobowa, nadano jej charakter autobiograficzny, autor ustami samego władcy opowiada historię jego narodzin i drogi do władzy królewskiej. Zgodnie z nim Sargon był synem wysokiej rangą, związanej z Azupiranu kapłanki, ojciec przyszłego władcy miał być mu nieznany, jednak jego rodzina miała przebywać w górach.

Moja matka była wielką kapłanką. Ojca nie znam. Bracia mojego ojca obozowali w górach. Moim rodzinnym miastem jest Azupiranu, położone nad Eufratem. Matka, wielka kapłanka, poczęła i urodziła mnie w tajemnicy.

Urodziwszy przyszłego króla, matka włożyła go do zabezpieczonego bitumem koszyka i puściła z biegiem rzeki, niemowlę zostało jednak odnalezione, wychowane i wyuczone zawodu przez ogrodnika imieniem Aqqi.
Przekaz o młodości Sargona, zawierający wzmianki o mieście Azupiranu, wykazuje wyraźne podobieństwo do biblijnej opowieści o narodzinach Mojżesza. Mimo silnej stylizacji literackiej uznaje się go za dość wiarygodny ze względu na dowiedzione niskie pochodzenie społeczne władcy imperium akadyjskiego.
Azupiranu, podobnie jak późniejsza stolica Sargona – miasto Akad, nie zostało jak dotąd zlokalizowane. Jego nazwa wywodzi się z języka akadyjskiego, co koresponduje z semickim, nie zaś sumeryjskim pochodzeniem króla.